# آی‌ان‌اس ساهیادری (اف۴۹)
آی‌ان‌اس ساهیادری (اف۴۹) (به انگلیسی: INS Sahyadri (F49)) یک کشتی است که طول آن ۱۴۲٫۵ متر (۴۶۸ فوت) می‌باشد. این کشتی در سال ۲۰۰۵ ساخته شد.